# 朴環鎬
朴 環鎬（パク ギョンホ、1963年3月9日 - ）は大韓民国の柔道選手。階級は86kg級。身長186cm。

## 人物
1984年のロサンゼルスオリンピック86kg級では3回戦でフランスのファビアン・カヌに敗れた。1985年のフランス国際で3位となった。1986年には地元のソウルで開催されたアジア大会決勝で三戸範之を判定で破って優勝した。1988年のアジア選手権では決勝で石田輝也に敗れて2位だった。

## 主な戦績
- 1984年 - オーストリア国際　3位
- 1985年 - フランス国際　3位
- 1986年 -　アジア大会　優勝
- 1988年 -　アジア選手権　2位

(出典JudoInside.com)。